# Premi Unión de Actores a la millor interpretació de repartiment de teatre
El Premi a la millor interpretació de repartiment en la seva secció de teatre lliurat per la Unión de Actores entre 1996 i 2001 reconeixia la millor interpretació d'un actor o actriu de repartiment dins d'una obra de teatre.
Des de l'edició de 2002, aquesta categoria es desdoblega en:
- Millor actriu de repartiment de teatre
- Millor actor de repartiment de teatre

## Guardonats
| Any  | Guanyadora            | Pel·lícula                        |
| ---- | --------------------- | --------------------------------- |
| 2001 | Paloma Paso Jardiel   | Eloísa está debajo de un almendro |
| 2000 | Claudio Pascual       | Mañana, abril y mayo              |
| 1999 | Pedro G. de las Heras | Descalzos por el parque           |
| 1998 | Nuria Mencía          | San Juan                          |
| 1997 | Carmen del Valle      | La venganza de Tamar              |
| 1996 | María Álvarez         | Yonquis y yanquis                 |